# Aeroportul Ye
Aeroportul Ye (IATA: XYE, ICAO: VYYE) este un aeroport din Mon State⁠(d), Myanmar.
Situat la o altitudine de 9 m, aeroportul dispune de o singură pistă.